# Trívouno
Trívouno, en grec moderne : Τρίβουνο, auparavant appelé Týrsia (Τύρσια), est un village du dème de Flórina, district régional de Flórina, en Macédoine-Occidentale, Grèce. 
Selon le recensement de 2011, la population du village ne compte aucun habitant.